# Портвил (Њујорк)
Портвил (енгл. Portville) град је у америчкој савезној држави Њујорк.

## Демографија
По попису из 2010. године број становника је 1.014, што је 10 (-1,0%) становника мање него 2000. године.
| Група             | 2000.         | 2010.       |
| Белци             | 1.007 (98,3%) | 964 (95,1%) |
| Афроамериканци    | 6 (0,6%)      | 12 (1,2%)   |
| Азијати           | 0 (0,0%)      | 1 (0,1%)    |
| Хиспаноамериканци | 4 (0,4%)      | 14 (1,4%)   |
| Укупно            | 1.024         | 1.014       |